# Zatavua fagei
Zatavua fagei là một loài nhện trong họ Pholcidae. Loài này được phát hiện ở Madagascar.